# Дімітрій Андрусов
Дімітрій Андрусов (рос. Дмитрий Николаевич Андрусов; 7 листопада 1897 — 1 квітня 1976) — словацький геолог російського походження, член Словацької Академії Наук. Він був першим професором геології в системі вищої освіти Словаччини та розглядається як фундатор сучасної словацької геології.

## Життєпис
Дімітрій Андрусов народився в Тарту, його батько – геолог Микола Андрусов, а дід уславлений — археолог Генріх Шліман. Протягом 1915—1918 Дмитро Миколайович навчався у Санкт-Петербурзькому університеті. В умовах громадянської війни родина спершу вирушила на Південь, а згодом емігрувала у Францію. Деякий час Дімітрій був студентом Таврійського університету в Сімферополі. В 1920—1922 продовжив навчання в Сорбонні, а за тим на факультеті хімічних технологій Чеського технічного університету в Празі. Закінчивши цей виш у 1925, з 1929 почав у ньому викладацьку діяльність.
Через утиски в чеській системі освіти за часів нацистської окупації країни Дімітрій Андрусов остаточно перебрався в Словаччину, де почав працювати ще 1938 в Технічному університеті Братислави. З 1940 працював також на природничому факультеті Університету Коменського в дирекції Інституту геології та палеонтології. Відомий у Словаччині як перший викладач геології зі званням професора. Тоді ж, у 1940—1945 з допомогою колеги-викладача Імриха Карваша, що став посадовцем у Першій Словацькій Республіці, організував та очолював Словацьку геологічну експедицію.
1952 року Андрусов очолив кафедру геології природничого факультету Університету Коменського та залишався на посаді до 1970. Автор кількох посібників та підручників, він викладав геологію та геологічну картографію, керував польовими дослідженнями. Засновник і перший директор (1957—1958) геологічної лабораторії, що пізніше виросла в Інститут геології Словацької Академії Наук.

## Наукова діяльність
Андрусов мав різносторонні наукові інтереси у геології, стратиграфії, тектоніці, палеонтології, геології корисних копалин та інженерній геології. Йому належать видатні дослідження геологічних структур Західних Карпат, що довели існування в них обширних покровів, що містять сліди кількох фаз орогенезу. Також Дімітрій Андрусов локалізував ряд тектонічних одиниць і розробив докладну палеографічну картину Карпатської геосинліналі за доби мезозою. Результати його досліджень розвинули наукові уявлення про окремі тектонічні та стратиграфічні одиниці регіону Західних Карпат і заклали основу сучасного розуміння їх структури та зв'язків із сусідніми геологічними одиницями.
Його наукова праця була високо оцінена провідними геологами Європи. Результати досліджень викладені у п'ятитомній монографії Geologický výskum bradlového pásma Západných Karpát (1931—1955), в праці Apercu de la Géologie des Carpathes occidentales de la Slovauie centrale (1931), тритомній Geológia Československých Karpát (1958—1965). Монографія Grundriss der Tektonik der Nördlichen Karpaten (1968)  розглядається як найяскравіший огляд тектонічної структури Західних Карпат з позицій геосинклинальної теорії. Крім того, його перу належать інші праці, зокрема 250 наукових статей у чехославацьких та провідних світових виданнях. Крім теоретичних розробок Дімітрій Андрусов сприяв розв'язанню багатьох прикладних проблем у будівництві плотин, залізниць і тунелів, а також пошуку неметалевих корисних копалин.